# 東温スマートインターチェンジ
東温スマートインターチェンジ（とうおんスマートインターチェンジ）は、愛媛県東温市にある松山自動車道のスマートインターチェンジである。

## 概要
本線直結型で建設され、利用可能車種はETC搭載の全車種で24時間運用、上下線ともに出入可となっている。

## 道路
- E11 松山自動車道（12-1番）

## 沿革
- 2018年（平成30年）8月10日 : 国土交通省より連結許可[2]。
- 2022年（令和4年）12月14日 : IC名称が「東温スマートIC」に正式決定[3]。
- 2024年（令和6年）3月23日 : 供用開始[1]。

## 周辺
近接地に東温市が新たに整備した工業団地が立地する。
- 東温市田窪工業団地：レンゴー愛媛東温工場[4][6]
- 東温市田窪第2工業団地：ヒカリ（譲渡予定）[5]

## 隣
E11 松山自動車道
(12)川内IC - (12-1)東温スマートIC - (13)松山IC